# زواج فيغارو

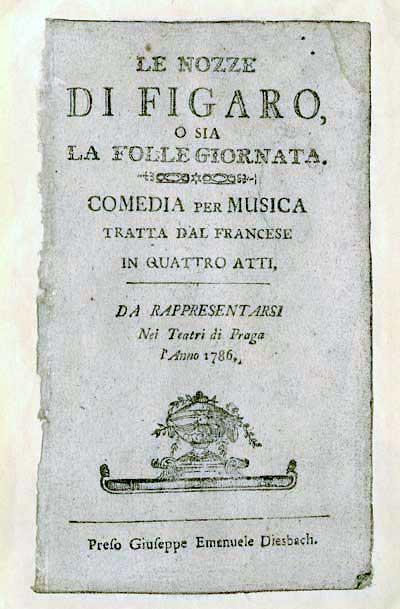

زواج فيغار (بالإيطالية: Le nozze di Figaro)‏ هي أوبرا ألفها موزارت في عام 1786، وقصتها مستوحاة من قصة (زواج فيغارو) للكاتب الفرنسي الشهير بومارشيه، كانت هذه القصة تكملة لقصة سبقتها كتبها بومارشيه هي حلاق إشبيلية، تدور أحداث العمل في إشبيلية في القرن الثامن عشر، تعتبر أوبرا زواج فيغارو من أعظم أعمال موزارت الذي اشتهر بابتعاده في أعماله عن تقاليد من سبقه وبحثه عما يلامس الناس.

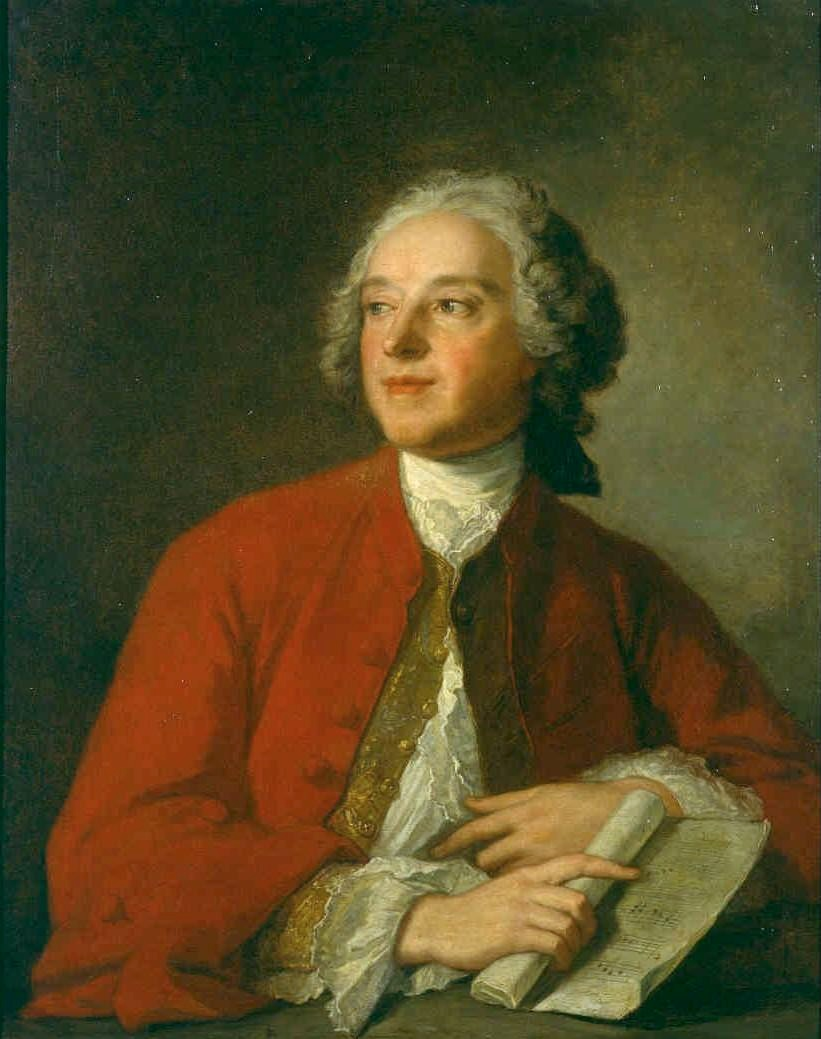
بيير أوجستن كارون دي بومارشيه

## عن رواية زواج فيغارو لبومارشيه

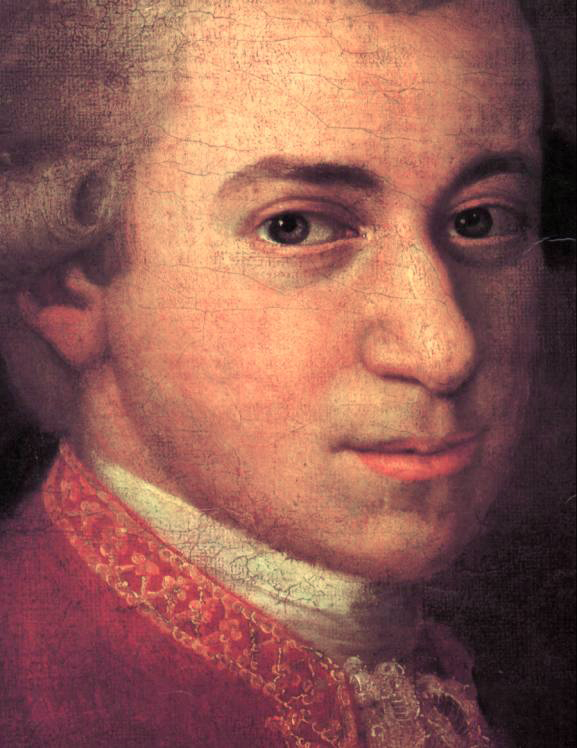
موتسارت

وتعتبر الرواية تكملة لرواية حلاق إشبيلية، وتدور أحداثها في مدينة إشبيلية بإسبانيا حول الكونت ألمافيفا الذي تمكن من خلال مساعدة خادمه فيغارو من التودد والفوز بروزين الجميلة بعيدا ً عن حارسها العجوز الفظ وزوج المستقبل دكتور بارتولو، وفي رواية «زواج فيغارو» أكمل بومارشيه تلك القصة، حيث تزوج الكونت من روزين، لكن المشكلات عرفت طريقها إلى علاقتهم الزوجية بسبب تغزله في السيدات الأخريات. وقد توقف فيغارو عن مهنة الحلاقة وأصبح من المقربين للكونت. ثم أتمم خطبته على سيدة تدعى سوزانا، كانت تعمل خادمة للكونتيسة روزين. ثم يعود بارتولو العجوز لينتقم من فيغارو بسبب إبعاده روزين عنه، بمساعدة مدرس الموسيقى، دون بازيل. ويضاف إلى عوامل الفكاهة في العمل شخصيات أخرى من بينها مراهق غرامي، وخادمة عجوز ماكرة، وبستاني مخمور، وفتاة شابة سخيفة. ووقعت معظم الأحداث في يوم واحد مجنون.
- نوع الرواية خيالي من كوميديا الدسائس ذو نظرية ثورية لمعالجة المجتمع على صعيده الاجتماعي والنفسي والسياسي، ويقال أنها ساهمت في تسريع حدوث الثورة الفرنسية لما فيها من إشارات خطرة مبطنة وجوانب على قدر كبير من الأهمية. إلا أن اكتشاف ما وراء الإطراء الفارغ والمرح الذي تحمله كلماتها وأحداثها يحتاج إلى رؤية سوداوية ثاقبة تتجاوز غلاف المشاعر الرقيقة المبثوتة هنا وهناك.

## أوبرا زواج فيغارو
قام لورنزو دا بونتي، ناظم كلمات أوبرا موتسارت، بأخذ الرواية الشهيرة، ثم أزال محتواها «السياسي» الذي أزعج مسؤولي الرقابة الإمبراطوريين في فيينا (حيث كانت الثورة الفرنسية على بعد خطوات قليلة) – ثم قام بترجمة الجزء المتبقي إلى اللغة الإيطالية – اللغة العرفية للأوبرا في تلك الفترة، وبعد إضافة الموسيقى لموتسارت أصبحت من أهم التحف الفنية ومن أشهر مقطوعات الأوبرا، كانت حكاية بارعة، لكنها عميقة من الحب والخيانة، والصفح، والغفران. 
تدور أحداث الأوبرا في أربعة فصول 

### الفصل الأول
في صباح اليوم المقرر فيه زواج الخطيبين فيغارو وسوزانا، تقوم سوزانا بقياس قبعة جديدة، بينما كان يقوم فيغارو بقياس الغرفة لوضع السرير في المكان المناسب. وهنا أبدت سوزانا اعتراضها بسبب اقتراب تلك الغرفة من غرفة الكونت، الذي كان يغازلها، لكن فيغارو يطمئنها. وبعدها ينسحب ويظهر بارتولو، برفقة مدبرة منزله مارسيلينا، وكان يراوده شعور الانتقام منه لاستهزائه به في إحدى المناسبات وتصديه لزواجه من روزين، وهو نفس الشعور الذي كان يراود العجوز مارسيلينا تجاه سوزانا لأنها تحب فيغارو. بعدها، يظهر الخادم الشاب شيروبينو ليعلن عن حبه لزوجة الكونت، وما أن يبدأ صوت الكونت في الظهور، حتى يهرول الخادم للاختباء وراء أحد الكراسي وتغطّيه سوزانا بفستان، ثم يبدأ الكونت في مغازلة سوزانا لكنه يسرع أيضا للاختباء وراء نفس الكرسي عند سماع صوت دون بازيل مدرس الموسيقي ومنظم القصر في طريقه إلي الغرفة والمعروف عنه انه يروج لكل أنواع الإشاعات ويدبر المكائد. يُلمِح دون بازيل لسوزانا باهتمام الكونت الزائد بها ويكشف أيضا ً عن حب شيروبينو للكونتيسة، وهو الأمر الذي أثار غضب الكونت، ليخرج من مخبأه، ويعلن طرد هذا اللئيم من القصر.

### الفصل الثاني
يبدأ هذا الفصل بظهور شيروبينو وهو ينشد أغنية رومانسية للكونتيسة، فتفكر كل من الكونتيسة وسوزانا في استغلال هذا المراهق لتنفيذ مخطط يكشفون من خلاله سر الكونت، فترتبان لمقابلة بين الكونت وسوزانا على أن يذهب شيروبينو بدلاً منها وهو متخفي بملابس نسائية. وعندما يسمعون صوت الكونت قادما يشعرون بالارتباك، فتختبئ سوزانا في غرفة النوم ويهرول شيروبينو إلى غرفة داخلية. تحاول الكونتيسة أن تبدو طبيعية عند فتح الباب، لكن الزوج يشك بأن هناك ثمة أمر مريب، وهنا تضطر الكونتيسة للقول بأن سوزانا هي من تتواجد بالغرفة المجاورة المغلقة من الداخل بحجة أنها تقوم بتجربة ثوب جديد. لكنه لم يصدق وذهب لإحضار أداة لفتح الباب بالقوة ويصر على اصطحاب الكونتيسة برفقته. فتخرج سوزانا، ويضطر شيروبينو للقفز من الشباك، ثم تعود سوزانا إلى الغرفة مرة أخرى. وبعدها، يعود الكونت والكونتيسة إلى الغرفة من جديد، لكن لازال الشك يهيمن عليه بان هناك أحد الأشخاص لازال مختبئاً في غرفة النوم. وهنا، يشيط الكونت غضباً، ويفتح الباب بسيفه، فيدهش كليهما بوجود سوزانا، فتبادر بمعاتبة زوجها على شكه فيها، بعد أن زالت عنها المفاجأة.. يشعر الكونت بالخجل من غيرته ويطلب الصفح من زوجته. يظهر أنطونيو عم سوزانا والبستاني ومشاعر الخوف تبدو عليه لرؤيته أحداً يقفز من الشباك ودهس الزهور المزروعة بالحديقة. وهنا، يدخل فيغارو ويقول بأنه هو ذلك الشخص الذي قفز، لكن انطونيو يواجهه بورقة وقعت من يد الشخص الذي قفز وهي ورقة اعتماد شيروبينو. وتلك هي اللحظة التي قال فيها فيغارو أنه أخذها كي يختمها، لكن ذلك لم يُقنع الكونت رغم اتفاقهم في النهاية على أن تلك هي الحقيقة. وبينما يشك الكونت في كلام فيغارو، تدخل مارسيلينا وبارتو وبازيل لتدعي مارسيلينا بأن فيغارو متزوج منها كتعويض عن مديونية سبق لها وأن دفعتها نيابة عنه.

### الفصل الثالث
يتأمل الكونت الموقف المضطرب وحيدا ً. وإلى هنا، لا زالت تفكر سوزانا في المكيدة، حيث تحث سوزانا - دون أن يراها الكونت - على المضي قدما في خطتهما التي سبق وأن رتبا لها للإيقاع بالكونت والخاصة بأنها ستقابله بالحديقة، ونظراً لرحيل شيروبينو، سوف تقوم الكونتيسة بدور سوزانا. وفي غضون ذلك، سمعت سوزانا عن طريق الصدفة الكونت وهو يتحدث إلى نفسه عن زواج فيغارو من مارسيلينا. وحينها تجرأت، ودنت منه، مدعيةً بأنها أتت للحصول على نشادر للكونتيسة، بعد أن أصابتها نوبة إغماء. لكنه أخبرها بأن تحتفظ بتلك النشادر لنفسها، لأنها على وشك فقدان زوجها المستقبلي. وردت على ذلك بقولها إنها ستقوم بسداد قرض مارسيلينا بالمهر الذي وعدها به الكونت. بينما يدعى أنه لا يتذكر أي من تلك الوعود. وأثناء خروجها، سمعها الكونت وهي تقول لفيغارو «لقد فزنا بالقضية»، وحينها شعر بالغضب، وهدد بمعاقبتهما بتهمة الخيانة. بعدها، عادت مارسيلينا بمرافقة بارتولو والقاضي كوريسو ليجبروا فيغارو علي الوفاء بوعده والزواج من مارسيلينا. وهنا يعلن بأنه من عائلة نبيلة ولا يمكنه الزواج دون إذن أبويه. ولكي يثبت ذلك، يقوم بإظهار علامة علي ذراعه الأيمن، وهنا تندهش مارسيلينا وتصرخ بقولها إن فيغارو هو ابنها الذي اختفي بعد ولادته. وأن بارتولو هو أبيه. ثم يقوم فيغارو بحضن أمه في الوقت الذي تدخل فيه سوزانا وفي يدها مبلغ مديونية خطيبها والذي استلمته من الكونتيسة فتري كلا من فيغارو ومارسيلينا في أحضان بعضهما ولجهلها بالأحداث الأخيرة تتجه غاضبة نحو فيغارو لتضربه على رأسه. بعدها، تبيّن مارسيلينا الموقف لسوزانا التي تتساءل (أمه؟، أبيه؟) يخرج الجميع عند حضور الكونتيسة التي تتساءل إذا كان بالإمكان كسب حب زوجها مرة أخرى لكنها ما تزال تفكر في مخططها السابق لمعاقبته وهو الموعد الوهمي مع سوزانا لذلك تمليها خطاب تطلب فيه مقابلة الكونت. يدخل مجموعة من الفلاحين مقدمين زهورا ً للكونتيسة وبينهم شيروبينو متخفياً في زى نسائي، لكن الكونت وأنطونيو يتعرفان عليه، وتتدخل باربارينا لتُذكِّر الكونت بوعده لها بأن يعطيها ما تطلبه ولأن شيروبينو غير مرتبط، يعلن فيغارو بدء مراسم الفرح والرقص ويطلب المخطوبين مباركة الكونت لاعتزامهما الزواج. وفي الوقت الذي يرقصون فيه رقصة الفاندانغ (رقصة أسبانية) تمرر سوزانا ورقة في يد الكونت تحتوي علي ما أملته الكونتيسة لتحديد موعد غرامي أثناء الليل، ثم يقوم بوخز إصبعه على دبوس، وبعدها قام بإلقائه على الأرض. وقد شاهده فيغارو وهو يفعل ذلك بقدر كبير من الاستمتاع، معتقدا ً أنها ورقة غرامية من سيدة مجهولة. لكن حدث تغيير في الخطة هذه المرة حيث تتبادل سوزانا والكونتيسة ثيابهما لتواجه الأخيرة الزوج بحقيقته.

### الفصل الرابع
تقوم باربارينا - وهي مصابة بحالة من الفزع الشديد - بالبحث عن شيء فقدته في الحديقة. وعندما يصل فيغارو برفقة مارسيلينا، يتوجه بالسؤال للفتاة الباكية، ويقول لها «ما الخطب؟» فترد عليه، بقولها «لقد فقدت الدبوس الذي أعطاني الكونت إياه لتسليمه إلى سوزانا كعربون للقاء الحب الخاص بينهما». وبرغم حالة الغضب التي كانت تتملكه، تظاهر فيغارو بأن على دراية بالأمر كله، ثم يقوم بسحب دبوس من فستان مارسيلينا، ثم أعطاه لباربارينا، التي انطلقت بدورها لإعطائه لسوزانا. بعدها، ينهار فيغارو نفسه في أحضان والدته، التي نصحته بأن يبقى هادئا ً.
ويعلم فيغارو بأن سوزانا والكونت سيتقابلان - لكنه يجهل المخطط النسائي - ويفكر بأن زوجته تخونه لذلك يدعو كلا من بارتولو وباسيليو كشهود على هذا الموعد الغرامي ويحذرهم من الخيانة النسائية. يختفي فيغارو من المشهد ليظهر كل من سوزانا والكونتيسة متنكرتين ومبدلتين ثيابهما، تنشد سوزانا عن مذاق الحب الجميل، وتدرك بأن فيغارو، الزوج الغيور، يراقبها عن بعد وتزداد الخطة تعقيداً، عندما يأتي شيروبينو لموعده مع باربارينا، لكن عندما يري سوزانا يحاول تقبيلها على أنها الكونتيسة. يظهر الكونت وتحدث حالة من الارتباك الشديد، فيقوم بضرب فيغارو معتقداً أنه شيروبينو. وهنا، ينتقم فيغارو من الكونت فيغازل سوزانا على أنها الكونتيسة. وأخيراً يكتشف الجميع الخطة الموضوعة لتلقين الكونت درساً لن ينساه والذي بدوره يطلب الصفح من زوجته التي تسامحه، كما يفصح فيغارو عن حبه العميق لسوزانا ويبدأ الجميع في الاحتفال ليستمر طوال الليل.

## روابط خارجية
- زواج فيغارو على موقع الموسوعة البريطانية (الإنجليزية)
- ترجمة أشرف أبوجلالة-إيلاف
- مجلة الكويت
- تشرين